# Eupolyodontes batabanoensis
Eupolyodontes batabanoensis är en ringmaskart som beskrevs av Ibarzabal 1988. Eupolyodontes batabanoensis ingår i släktet Eupolyodontes och familjen Acoetidae.
Artens utbredningsområde är Mexikanska golfen. Inga underarter finns listade i Catalogue of Life.